# جزيرة الكنز (فلم 1950)
جزيرة الكنز (بالإنجليزية: Treasure Island) هو فيلم مأخوذ عن رواية جزيرة الكنز للكاتب روبرت لويس ستيفنسون، أنتجته شركة والت ديزني وأصدر عام 1950. هو أول فيلم تنتجه شركة والت ديزني بدون تحريك وأول نسخة من جزيرة الكنز تعرض على الشاشة بالألوان.
أنتج فيلم تابع له تحت عنوان لونغ جون سيلفر، وأصدر عام 1954. كما أنتج مسلسل تلفزيوني تابع تحت عنوان مغامرات لونغ جون سيلفر عامي 1954 و1955.

## ملخص
تدور أحداث الفيلم عام 1765. جيم هاوكينز صبي يساعد أمه الأرملة في إدارة نزل اميرالبنبو على الساحل الإنجليزي الغربي. يصادف جيم القرصان المريض بيلي بونز ويقلق حين يهدده غرباء أشرار باسم الكلب الأسود وبيو الضرير. يقوم بيلي بونز، عالما أن زملائه السابقون آتون للنيل منه، بتحذير جيم من رجل وحيد الساق ويعطيه خريطة كنز سرقها من القبطان فلينت الشهير. يذهب جيم لطلب المساعدة ويعود برفقة الدكتور ليفزي والعمدة تريلوني فيجبرون رجالا يفتشون النزل على الفرار، ثم يجدون بيلي بونز ميتا. يري جيم الخريطة لأصدقائه فيبدأ تريلوني بالتخطيط بحماسة لرحلة بحرية للبحث عن الكنز.
يقوم تريلوني ببريستول بتوظيف القبطان سمولت لقيادة سفينة الهيسبانيولا، لكن يعرض الرحلة للخطر عن غير قصد عندما يضم لونغ جون سيلفر للطاقم طاهيا. لأن البحار الأشهب الذي يبدو نزيها هو في الحقيقة القرصان وحيد الساق الذي خشاه بيلي بونز، فيضطرب جيم حين يلتقي بسيلفر. يقوم تريلوني، غير قادر على الصبر على أساليب سمولت التوظيفية، بالسماح لسيلفر بضم أصدقائه للطاقم وتبدأ الرحلة. يبقي سمولت المرتاب الأسلحة مقفلا عليها بعيدا، لكن سيلفر الساحر يفوز بثقة جيم. يبدأ سيلفر مخططه للاستيلاء على السفينة بإسكار نائب القبطان السيد آرو وإلقائه في البحر أثناء عاصفة، ويسمع جيم لاحقا المتمردين يناقشون خططهم. بعد سماع جيم سيلفر، الذي كان رئيسا بحريا في طاقم فلينت، يحث رجاله على عدم التمرد على الفور، يذهب لتحذير القبطان فيطلب منه هذا الأخير أن يبقى صديق سيلفر ليطلعه على خططه. يوافق جيم على مضض. عندما تصل السفينة إلى جزيرة فلينت، يأخذ سيلفر ورجاله برفقة جيم قاربا للنزول إلى اليابسة. يبدأ التمرد قبل الأوان على يد حليف سيلفر، جورج ميري، لكن يلقي القبطان ورجاله القبض على المتمردين الذين بقوا على متن السفينة. فيطالب سيلفر بتسليمه الخريطة مقابل إطلاق سراح جيم، لكن هذا الأخير يتمكن من الفرار.
يلتقي جيم على الجزيرة ببن غان، بحار مجنون تركه سيلفر وحده على الجزيرة أثناء رحلة فلينت إليها قبل خمس سنوات. بعد سجن المتمردين في مخزن السفينة، ينزل سمولت وبعض الرجال إلى اليابسة لإنقاذ جيم. فيحتلون بيتا خشبيا حصينا قديما، لكن أثناء غيابهم، يستولي قراصنة سيلفر على الهيسبانيولا ويتولى هذا الأخير منصب القبطان. بعد قيادة بن غان جيم إلى البيت الخشبي، يشاهد هذا الأخير قدوم سيلفر إلى الحصن ووعده بإرسال العون في نهاية المطاف شرط تسليم سمولت خريطة الكنز. يرفض سمولت ذلك وتنشب معركة دامية بين الطرفين. يطلق سيلفر النار ويصيب سمولت، وفي تلك الليلة، يعطي الدكتور ليفزي القلق خريطة الكنز لجيم ويأمره بإنقاذ حياته بها إن تطلب الأمر ذلك. بعد سماع قول سمولت أنه يجب سحب السفينة إلى الشاطئ، يستخدم جيم قارب بن غان للتجذيف إلى الهيسبانيولا. لكن يلمح القرصان إزرايل هاندز جيم ويطارد الصبي المذعور إلى فوق الصاري ثم يطعنه في الكتف. يطلق جيم النار على هاندز من مسدسه فيلقى القرصان حتفه في البحر أدناه. يقود جيم بعد ذلك الهيسبانيولا إلى اليابسة ويعود للبيت الخشبي، لكن يجد هناك سيلفر الذي يأخذ الخريطة حين يغمى على الصبي المذعور.
ينقذ سيلفر حياة جيم عندما لا يترك ميري يقتله، محثا أنهم يحتاجون إليه رهينة، ذلك دون أن يخبرهم بأمر الخريطة التي معه. يحاول سيلفر، قلقا بشأن إصابة جيم، استدعاء الدكتور ليفزي، لكن القراصنة الآخرين يشكون في دوافع سيلفر فيصوتون لتنحيته. يرفض سيلفر التنازل ويسمح بدل ذلك بقدوم ليفزي إلى جيم. يقوم سيلفر، ظنا أن رجال سمولت أعادوا الاستيلاء على السفينة، بقطع وعد لحماية جيم مقابل إعفائه من حبل المشنقة بعد العودة إلى إنجلترا. يعد ليفزي سيلفر بمساعدته، ويبقى جيم مع ليفزي في حين يعطي سيلفر الخريطة لقراصنته. يحدد هؤلاء الأخيرون بعد ذلك موقع كنز فلينت، لكن يشكون أن سيلفر قد خانهم حين يجدون عملة واحدة فقط. يصل ليفزي ورجاله بينما يتقاتل القراصنة، وينجحون في السيطرة على الأمر. يعلمون بعد ذلك أن بن غان كان قد حفر كل ذهب فلينت وأخذه لكهفه. وهناك يسأل جيم سمولت أن يبقي سيلفر حيا، فيوافق هذا الأخير على أخذه معهم إلى إنجلترا لمحاكمته. لكن عندما يجذفون إلى الهيسبانيولا بالذهب، يسلب سيلفر مسدس جيم ويجبر الجميع على مغادرة القارب إلا جيم. فينجرف هذا الأخير بالقارب ويرفض التجذيف على الرغم من تهديدات سيلفر بإطلاق النار عليه. غير أن القرصان الذي يهتم حقا لأمر الصبي، لا يقدر على فعل ذلك، ويحاول تحرير القارب بينما يقترب الطاقم منه، لكن دون جدوى. يدرك جيم أن سيلفر حقا صديقه فيدفع القارب لمساعدة القرصان على الهرب، ويشاهد بعد ذلك سيلفر يبحر بعيدا.

## ممثلون
- روبرت نيوتن في دور لونغ جون سيلفر
- بوبي دريسكول في دور جيم هوكينز
- فينلاي كوري في دور بيلي بونز
- دينيس أودي في دور الدكتور ليفزي
- بايزل سيدني في دور القبطان سمولت
- والتر فيتزجيرالد في دور العمدة تريلوني
- جيوفري ويلكينسون في دور بن غان
- جيوفري كين في دور إزرايل هاندز
- رالف ترومان في دور جورج ميري
- جون لوري في دور بيو الضرير
- فرانسيس دي وولف في دور الكلب الأسود
- ديفيد ديفيس في دور السيد آرو
- أندرو بلاكيت في دور غراي
- ويليام ديفلين في دور ردروث

## وصلات خارجية
- مقالات تستعمل روابط فنية بلا صلة مع ويكي بيانات